# 豪镇 (内布拉斯加州)
豪镇（英語：Howe）是位於美國內布拉斯加州尼馬哈縣的非建制地區。

## 歷史
豪镇的郵局於1882年設立，其後於1967年停運。

## 地理
豪镇所處的海拔為高於海平面311米（即1020英呎），而該地所採用的時區為UTC-6，即北美中部时区（CST）。同時該地設有夏令時間，為UTC-6調快一小時，即UTC-5（CDT）。